# 테마 아르메니아콘
테마 아르메니아콘은 7세기경 세워진 동로마 제국의 테마이다. 주도는 아마시아이다.
아르메니아콘은 아나톨리아 지방에 세워진 첫 번째 테마이자, 최초의 7개 테마 중 하나이다.
최초 담당 영역은 폰투스, 소아르메니아, 북부 카파도키아로 넓었으나 이후 테마 칼다이아가 842년경, 테마 카르시아논, 테마 콜로네이아가 863년경, 테마 파플라고니아가 826년경 분리되면서 상대적으로 축소되었다.
1073년 셀주크 왕조의 침략으로 결국 소멸하게 된다.